# Гаррах, Иоганн Непомук Эрнст фон
Граф Иоганн Непомук Эрнст фон Гаррах (нем. Johann Nepomuk Ernst von Harrach; 17 мая 1756, Вена — 11 апреля 1829, Вена) — австрийский государственный деятель, коллекционер произведений искусства, меценат и предприниматель. Кавалер ордена Золотого руна (1823).

## Биография
Родился в 1756 году в Вене. Принадлежал к аристократическому роду Гаррахов, по знатности и богатству входившему в верхушку австрийского титулованного дворянства. Сын графа Эрнста Гвидо фон Гарраха (1723–1783) и его супруги Марии-Жозефы, урожденной графини фон Дитрихштейн (1736–1799). 
Изучал право в университете, после чего, в 1770-е годы поступил на государственную службу в майнцском курфюршестве к курфюрсту-архиепископу и имперскому эрцканцлеру Фридриху Карлу Йозефу фон Эрталю. Заслужив хорошую репутацию на службе в Майнце, перешёл на австрийскую государственную службу, на которой оставался вплоть до 1792 года, когда вышел в отставку и всецело сосредоточился на управлении своими обширными поместьями в Моравии.
Выписав опытных ткачей из соседней Богемии, граф превратил свое поместье Яновиц в один из крупнейших центров выращивания льна и льняной промышленности, где к концу 1820-х годов было задействовано 600 ткацких станков, работавших на местном сырье. Наряду с этим, граф успешно развивал и расширял доставшиеся ему по наследству два металлургических и стекольный заводы, причём на последнем производились, в том числе, стёкла для телескопов и подзорных труб. Для своих работников, особенно приглашённых из других краёв, граф строил дома, а для детей — школы, чем заслужил репутацию гуманного и рачительного хозяина. За свой вклад в развитие промышленности граф был награждён орденом Золотого руна (1823). 
Значительную часть своих доходов граф тратил на приобретение произведений искусства, так что, в конечном итоге, стал обладателем одной из наиболее ценных художественных коллекций в Австрии своего времени. Увлекался выращиванием тропических растений в собственных оранжереях; его именем был назван род растений семейства Акантовые (Acanthaceae) — Harrachia (ныне название снято; таксономический синоним — кроссандра (лат. Crossandra)). 
Иоганн фон Гаррах с 1782 года был женат на княжне Марии-Жозефе фон унд цу Лихтенштейн (1763–1833), дочери фельдмаршала князя Карла Борромеуса фон унд цу Лихтенштейна (1730–1789) и его жены Элеоноры, урождённой княжны фон Эттинген-Шпильберг (1745–1812). Этот брак был бездетным.
Скончался фон Гаррах в 1829 году в Вене.